# Campeonato Italiano de Futebol - Série A (2018–19)
O Campeonato Italiano de Futebol de 2018-2019 (ou Serie A TIM) foi a 87ª edição da competição máxima do futebol italiano.

## Regulamento
A Serie A é disputada por 20 clubes em dois turnos. Em cada turno, todos os times jogaram entre si uma única vez. Os jogos do segundo turno serão realizados na mesma ordem do primeiro, apenas com o mando de campo invertido. Não há campeões por turnos, sendo declarado campeão da Itália o time que obtiver o maior número de pontos após as 38 rodadas.

### Critérios de desempate
Caso haja empate de pontos entre dois clubes, os critérios de desempates serão aplicados na seguinte ordem:
1. Número de Pontos no Confronto Direto
2. Saldo de Gols no Confronto Direto
3. Saldo de Gols
4. Gols Feitos
5. Sorteio

## Promovidos e Rebaixados
| Pos. | Rebaixados da Serie A |
| ---- | --------------------- |
| 18º  | Crotone               |
| 19º  | Hellas Verona         |
| 20º  | Benevento             |

| Pos. | Promovidos da Serie B |
| ---- | --------------------- |
| 1º   | Empoli                |
| 2º   | Parma                 |
| 3º   | Frosinone (Play-offs) |

## Participantes

### Número de equipes por ordem alfabetica
| Posição | Região             | Nº de equipes | Equipes                          |
| ------- | ------------------ | ------------- | -------------------------------- |
| 1       | Emília-Romanha     | 4             | Bologna, Parma, Sassuolo e SPAL  |
| 2       | Lácio              | 3             | Frosinone, Lazio e Roma          |
| 2       | Lombardia          | 3             | Atalanta, Internazionale e Milan |
| 4       | Ligúria            | 2             | Genoa e Sampdoria                |
| 4       | Piemonte           | 2             | Juventus e Torino                |
| 4       | Toscana            | 2             | Empoli e Fiorentina              |
| 7       | Campânia           | 1             | Napoli                           |
| 7       | Friul-Veneza Júlia | 1             | Udinese                          |
| 7       | Sardenha           | 1             | Cagliari                         |
| 7       | Vêneto             | 1             | Chievo                           |

### Informação dos clubes
| Equipe         | Cidade        | Estádio (mando)         | Capacidade | Material Esportivo |
| -------------- | ------------- | ----------------------- | ---------- | ------------------ |
| Atalanta       | Bérgamo       | Atleti Azzurri d'Italia | 24.726     | Joma               |
| Bologna        | Bolonha       | Renato Dall'Ara         | 36.532     | Macron             |
| Cagliari       | Cagliari      | Sardegna Arena          | 16.233     | Macron             |
| Chievo         | Verona        | Marcantonio Bentegodi   | 38.402     | Givova             |
| Empoli         | Empoli        | Carlo Castellani        | 16.800     | Joma               |
| Fiorentina     | Florença      | Artemio Franchi         | 47.282     | Le Coq Sportif     |
| Frosinone      | Frosinone     | Benito Stirpe           | 16.125     | Legea              |
| Genoa          | Génova        | Luigi Ferraris          | 36.685     | Lotto              |
| Internazionale | Milão         | Giuseppe Meazza         | 80.074     | Nike               |
| Juventus       | Turim         | Allianz Stadium         | 41.254     | Adidas             |
| Lazio          | Roma          | Olímpico de Roma        | 72.698     | Macron             |
| Milan          | Milão         | San Siro                | 80.074     | Puma               |
| Napoli         | Nápoles       | San Paolo               | 60.240     | Kappa              |
| Parma          | Parma         | Ennio Tardini           | 27.906     | Erreà              |
| Roma           | Roma          | Olímpico de Roma        | 72.698     | Nike               |
| Sampdoria      | Génova        | Luigi Ferraris          | 36.685     | Joma               |
| Sassuolo       | Reggio Emilia | Mapei Stadium           | 20.084     | Kappa              |
| SPAL           | Ferrara       | Paolo Mazza             | 16.510     | Macron             |
| Torino         | Turim         | Olímpico de Turim       | 27.994     | Kappa              |
| Udinese        | Udine         | Friuli                  | 30.642     | Macron             |

### Mudança de técnicos
| Clube      | Antecessor           | Motivo         | Data da vaga           | Pos           | Sucessor            | Data da nomeação       |
| ---------- | -------------------- | -------------- | ---------------------- | ------------- | ------------------- | ---------------------- |
| Napoli     | Maurizio Sarri       | Consenso mútuo | 23 de maio de 2018     | Pré-temporada | Carlo Ancelotti     | 23 de maio de 2018     |
| Bologna    | Roberto Donadoni     | Consenso mútuo | 24 de maio de 2018     | Pré-temporada | Filippo Inzaghi     | 13 de junho de 2018    |
| Cagliari   | Diego López          | Consenso mútuo | 30 de maio de 2018     | Pré-temporada | Rolando Maran       | 7 de junho de 2018     |
| Sassuolo   | Giuseppe Iachini     | Consenso mútuo | 5 de junho de 2018     | Pré-temporada | Roberto De Zerbi    | 13 de junho de 2018    |
| Udinese    | Igor Tudor           | Consenso mútuo | 7 de junho de 2018     | Pré-temporada | Julio Velázquez     | 7 de junho de 2018     |
| Chievo     | Lorenzo D'Anna       | Demitido       | 9 de outubro de 2018   | 20º           | Giampiero Ventura   | 10 de outubro de 2018  |
| Genoa      | Davide Ballardini    | Demitido       | 9 de outubro de 2018   | 11º           | Ivan Jurić          | 9 de outubro de 2018   |
| Empoli     | Aurelio Andreazzoli  | Demitido       | 5 de novembro de 2018  | 18º           | Giuseppe Iachini    | 5 de novembro de 2018  |
| Chievo     | Giampiero Ventura    | Pediu demissão | 13 de novembro de 2018 | 20º           | Domenico Di Carlo   | 13 de novembro de 2018 |
| Udinese    | Julio Velázquez      | Demitido       | 13 de novembro de 2018 | 17º           | Davide Nicola       | 13 de novembro de 2018 |
| Genoa      | Ivan Jurić           | Demitido       | 7 de dezembro de 2018  | 14º           | Cesare Prandelli    | 7 de dezembro de 2018  |
| Frosinone  | Moreno Longo         | Demitido       | 19 de dezembro de 2018 | 19º           | Marco Baroni        | 19 de dezembro de 2018 |
| Bologna    | Filippo Inzaghi      | Demitido       | 28 de janeiro de 2019  | 18º           | Siniša Mihajlović   | 28 de janeiro de 2019  |
| Roma       | Eusebio Di Francesco | Demitido       | 7 de março de 2019     | 5º            | Claudio Ranieri     | 8 de março de 2019     |
| Empoli     | Giuseppe Iachini     | Demitido       | 13 de março de 2019    | 17º           | Aurelio Andreazzoli | 13 de março de 2019    |
| Udinese    | Davide Nicola        | Demitido       | 20 de março de 2019    | 16º           | Igor Tudor          | 21 de março de 2019    |
| Fiorentina | Stefano Pioli        | Pediu demissão | 09 de abril de 2019    | 10º           | Vincenzo Montella   | 10 de abril de 2019    |

## Classificação
Atualizado em 28 de junho de 2019.
| Pos. | Equipes        | Pts   | J  | V  | E  | D  | GP | GC | SG  | Classificação ou rebaixamento                          |
| ---- | -------------- | ----- | -- | -- | -- | -- | -- | -- | --- | ------------------------------------------------------ |
| 1    | Juventus       | 90    | 38 | 28 | 6  | 4  | 70 | 30 | 40  | Fase de Grupos da Liga dos Campeões da UEFA de 2019–20 |
| 2    | Napoli         | 79    | 38 | 24 | 7  | 7  | 74 | 36 | 38  | Fase de Grupos da Liga dos Campeões da UEFA de 2019–20 |
| 3    | Atalanta       | 69[a] | 38 | 20 | 9  | 9  | 77 | 46 | 31  | Fase de Grupos da Liga dos Campeões da UEFA de 2019–20 |
| 4    | Internazionale | 69[a] | 38 | 20 | 9  | 9  | 57 | 33 | 24  | Fase de Grupos da Liga dos Campeões da UEFA de 2019–20 |
| 5    | Milan[b]       | 68    | 38 | 19 | 11 | 8  | 55 | 36 | 19  |                                                        |
| 6    | Roma           | 66    | 38 | 18 | 12 | 8  | 66 | 48 | 18  | Fase de Grupos da Liga Europa da UEFA de 2019–20       |
| 7    | Torino         | 63    | 38 | 16 | 15 | 7  | 52 | 37 | 15  | 2ª Pré-Eliminatória da Liga Europa da UEFA de 2019–20  |
| 8    | Lazio          | 59    | 38 | 17 | 8  | 13 | 56 | 46 | 10  | Fase de Grupos da Liga Europa da UEFA de 2019–20[c]    |
| 9    | Sampdoria      | 53    | 38 | 15 | 8  | 15 | 60 | 51 | 9   |                                                        |
| 10   | Bologna        | 44    | 38 | 11 | 11 | 16 | 48 | 56 | –8  |                                                        |
| 11   | Sassuolo       | 43[d] | 38 | 9  | 16 | 13 | 53 | 60 | –7  |                                                        |
| 12   | Udinese        | 43[d] | 38 | 11 | 10 | 17 | 39 | 53 | –14 |                                                        |
| 13   | SPAL           | 42    | 38 | 11 | 9  | 18 | 44 | 56 | –12 |                                                        |
| 14   | Parma[e]       | 41[f] | 38 | 10 | 11 | 17 | 41 | 61 | –20 |                                                        |
| 15   | Cagliari       | 41[f] | 38 | 10 | 11 | 17 | 36 | 54 | –18 |                                                        |
| 16   | Fiorentina     | 41[f] | 38 | 8  | 17 | 13 | 47 | 45 | 2   |                                                        |
| 17   | Genoa          | 38[g] | 38 | 8  | 14 | 16 | 39 | 57 | –18 |                                                        |
| 18   | Empoli         | 38[g] | 38 | 10 | 8  | 20 | 51 | 70 | –19 | Zona de rebaixamento à Serie B de 2019–20              |
| 19   | Frosinone      | 25    | 38 | 5  | 10 | 23 | 29 | 69 | –40 | Zona de rebaixamento à Serie B de 2019–20              |
| 20   | Chievo[h]      | 17    | 38 | 2  | 14 | 22 | 25 | 75 | –50 | Zona de rebaixamento à Serie B de 2019–20              |

Notas:

- a ^  A Atalanta terminou à frente da Internazionale pelo primeiro item do critério de desempate: Atalanta 4–1 Internazionale, Internazionale 0–0 Atalanta.
- b ^  O Milan se classificou para a fase de grupos da Liga Europa como o quinto colocado da Serie A de 2018–19, mas foi considerado culpado de violar as regras do Fair Play Financeiro e foi excluído das competições europeias em 2019-20.[26]. Como resultado, o sexto colocado da Serie A de 2018–19, Roma, entrará na fase de grupos em vez da segunda pré-eliminatória e a vaga da segunda pré-eliminatória será atribuída ao sétimo colocado da liga, Torino.
- c ^  A Lazio se classificou para a fase de grupos da Liga Europa ao ganhar a Coppa Italia de 2018–19.
- d ^  O Sassuolo terminou à frente da Udinese pelo saldo de gols: Sassuolo –7, Udinese –14.
- e ^  O Parma foi punido pela FIGC com a perda de cinco pontos por tentativa de manipulação do resultado do jogo contra o Spezia, no qual venceu por 2 a 0 (partida válida pela quadragésima segunda e última rodada da Serie B de 2017–18) e consequentemente garantiu o acesso do clube à Serie A.[27] No dia 9 de agosto de 2018, o recurso do clube foi acatado, e com isso não começará o campeonato com cinco pontos negativos.[28]
- f ^  Posições determinadas pelo primeiro item do critério de desempate: Parma: 9 pts; Cagliari: 7 pts; Fiorentina: 1 pt.
- g ^  O Genoa terminou à frente do Empoli pelo primeiro item do critério de desempate: Genoa 2–1 Empoli, Empoli 1–3 Genoa.
- h ^  O Chievo perdeu 3 pontos por fraudar contabilidade.[29]

## Confrontos
|                | ATA | BOL | CAG | CHV | EMP | FIO | FRO | GEN | INT | JUV | LAZ | MIL | NAP | PAR | ROM | SAM | SAS | SPA | TOR | UDI |
| -------------- | --- | --- | --- | --- | --- | --- | --- | --- | --- | --- | --- | --- | --- | --- | --- | --- | --- | --- | --- | --- |
| Atalanta       | —   | 4–1 | 0–1 | 1–1 | 0–0 | 3–1 | 4–0 | 2–1 | 4–1 | 2–2 | 1–0 | 1–3 | 1–2 | 3–0 | 3–3 | 0–1 | 3–1 | 2–1 | 0–0 | 2–0 |
| Bologna        | 1–2 | —   | 2–0 | 3–0 | 3–1 | 0–0 | 0–4 | 1–1 | 0–3 | 0–1 | 0–2 | 0–0 | 3–2 | 4–1 | 2–0 | 3–0 | 2–1 | 0–1 | 2–2 | 2–1 |
| Cagliari       | 0–1 | 2–0 | —   | 2–1 | 2–2 | 2–1 | 1–0 | 1–0 | 2–1 | 0–2 | 1–2 | 1–1 | 0–1 | 2–1 | 2–2 | 0–0 | 2–2 | 2–1 | 0–0 | 1–2 |
| Chievo         | 1–5 | 2–2 | 0–3 | —   | 0–0 | 3–4 | 1–0 | 0–0 | 1–1 | 2–3 | 1–1 | 1–2 | 1–3 | 1–1 | 0–3 | 0–0 | 0–2 | 0–4 | 0–1 | 0–2 |
| Empoli         | 3–2 | 2–1 | 2–0 | 2–2 | —   | 1–0 | 2–1 | 1–3 | 0–1 | 1–2 | 0–1 | 0–0 | 2–1 | 3–3 | 0–2 | 2–4 | 3–0 | 2–4 | 4–1 | 2–1 |
| Fiorentina     | 2–0 | 0–0 | 1–1 | 6–1 | 3–1 | —   | 0–1 | 0–0 | 3–3 | 0–3 | 1–1 | 0–1 | 0–0 | 0–1 | 1–1 | 3–3 | 0–1 | 3–0 | 1–1 | 1–0 |
| Frosinone      | 0–5 | 0–0 | 1–1 | 0–0 | 3–3 | 1–1 | —   | 1–2 | 1–3 | 0–2 | 0–1 | 0–0 | 0–2 | 3–2 | 2–3 | 0–5 | 0–2 | 0–1 | 1–2 | 1–3 |
| Genoa          | 3–1 | 1–0 | 1–1 | 2–0 | 2–1 | 0–0 | 0–0 | —   | 0–4 | 2–0 | 2–1 | 0–2 | 1–2 | 1–3 | 1–1 | 1–1 | 1–1 | 1–1 | 0–1 | 2–2 |
| Internazionale | 0–0 | 0–1 | 2–0 | 2–0 | 2–1 | 2–1 | 3–0 | 5–0 | —   | 1–1 | 0–1 | 1–0 | 1–0 | 0–1 | 1–1 | 2–1 | 0–0 | 2–0 | 2–2 | 1–0 |
| Juventus       | 1–1 | 2–0 | 3–1 | 3–0 | 1–0 | 2–1 | 3–0 | 1–1 | 1–0 | —   | 2–0 | 2–1 | 3–1 | 3–3 | 1–0 | 2–1 | 2–1 | 2–0 | 1–1 | 4–1 |
| Lazio          | 1–3 | 3–3 | 3–1 | 1–2 | 1–0 | 1–0 | 1–0 | 4–1 | 0–3 | 1–2 | —   | 1–1 | 1–2 | 4–1 | 3-0 | 2–2 | 2–2 | 4–1 | 1–1 | 2–0 |
| Milan          | 2–2 | 2–1 | 3–0 | 3–1 | 3–0 | 0–1 | 2–0 | 2–1 | 2–3 | 0–2 | 1–0 | —   | 0–0 | 2–1 | 2–1 | 3–2 | 1–0 | 2–1 | 0–0 | 1–1 |
| Napoli         | 1–2 | 3–2 | 2–1 | 0–0 | 5–1 | 1–0 | 4–0 | 1–1 | 4–1 | 1–2 | 2–1 | 3–2 | —   | 3–0 | 1–1 | 3–0 | 2–0 | 1–0 | 0–0 | 4–2 |
| Parma          | 1–3 | 0–0 | 2–0 | 1–1 | 1–0 | 1–0 | 0–0 | 1–0 | 0–1 | 1–2 | 0–2 | 1–1 | 0–4 | —   | 0–2 | 3–3 | 2–1 | 2–3 | 0–0 | 2–2 |
| Roma           | 3–3 | 2–1 | 3–0 | 2–2 | 2–1 | 2–2 | 4–0 | 3–2 | 2–2 | 2–0 | 3–1 | 1–1 | 1–4 | 2–1 | —   | 4–1 | 3–1 | 0–2 | 3–2 | 1–0 |
| Sampdoria      | 1–2 | 4–1 | 1–0 | 2–0 | 1–2 | 1–1 | 0–1 | 2–0 | 0–1 | 2–0 | 1–2 | 1–0 | 3–0 | 2–0 | 0–1 | —   | 0–0 | 2–1 | 1–4 | 4–0 |
| Sassuolo       | 2–6 | 2–2 | 3–0 | 4–0 | 3–1 | 3–3 | 2–2 | 5–3 | 1–0 | 0–3 | 1–1 | 1–4 | 1–1 | 0–0 | 0–0 | 3–5 | —   | 1–1 | 1–1 | 0–0 |
| SPAL           | 2–0 | 1–1 | 2–2 | 0–0 | 2–2 | 1–4 | 0–3 | 1–1 | 1–2 | 2–1 | 1–0 | 2–3 | 1–2 | 1–0 | 2–1 | 1–2 | 0–2 | —   | 0–0 | 0–0 |
| Torino         | 2–0 | 2–3 | 1–1 | 3–0 | 3–0 | 1–1 | 3–2 | 2–1 | 1–0 | 0–1 | 3–1 | 2–0 | 1–3 | 1–2 | 0–1 | 2–1 | 3–2 | 1–0 | —   | 1–0 |
| Udinese        | 1–3 | 2–1 | 2–0 | 1–0 | 3–2 | 1–1 | 1–1 | 2–0 | 0–0 | 0–2 | 1–2 | 0–1 | 0–3 | 1–2 | 1–0 | 1–0 | 1–1 | 3–2 | 1–1 | —   |

| Vitória do mandante; Vitória do visitante; Empate. | Em negrito os jogos "clássicos". |

## Desempenho
Clubes que lideraram o campeonato ao final de cada rodada:
| Rodadas | Rodadas | Rodadas | Rodadas | Rodadas | Rodadas | Rodadas | Rodadas | Rodadas | Rodadas | Rodadas | Rodadas | Rodadas | Rodadas | Rodadas | Rodadas | Rodadas | Rodadas | Rodadas | Rodadas | Rodadas | Rodadas | Rodadas | Rodadas | Rodadas | Rodadas | Rodadas | Rodadas | Rodadas | Rodadas | Rodadas | Rodadas | Rodadas | Rodadas | Rodadas | Rodadas | Rodadas | Rodadas |
| ------- | ------- | ------- | ------- | ------- | ------- | ------- | ------- | ------- | ------- | ------- | ------- | ------- | ------- | ------- | ------- | ------- | ------- | ------- | ------- | ------- | ------- | ------- | ------- | ------- | ------- | ------- | ------- | ------- | ------- | ------- | ------- | ------- | ------- | ------- | ------- | ------- | ------- |
| 1       | 2       | 3       | 4       | 5       | 6       | 7       | 8       | 9       | 10      | 11      | 12      | 13      | 14      | 15      | 16      | 17      | 18      | 19      | 20      | 21      | 22      | 23      | 24      | 25      | 26      | 27      | 28      | 29      | 30      | 31      | 32      | 33      | 34      | 35      | 36      | 37      | 38      |
| ATA     | JUV     | JUV     | JUV     | JUV     | JUV     | JUV     | JUV     | JUV     | JUV     | JUV     | JUV     | JUV     | JUV     | JUV     | JUV     | JUV     | JUV     | JUV     | JUV     | JUV     | JUV     | JUV     | JUV     | JUV     | JUV     | JUV     | JUV     | JUV     | JUV     | JUV     | JUV     | JUV     | JUV     | JUV     | JUV     | JUV     | JUV     |

Clubes que ficaram na última posição do campeonato ao final de cada rodada:
| Rodadas | Rodadas | Rodadas | Rodadas | Rodadas | Rodadas | Rodadas | Rodadas | Rodadas | Rodadas | Rodadas | Rodadas | Rodadas | Rodadas | Rodadas | Rodadas | Rodadas | Rodadas | Rodadas | Rodadas | Rodadas | Rodadas | Rodadas | Rodadas | Rodadas | Rodadas | Rodadas | Rodadas | Rodadas | Rodadas | Rodadas | Rodadas | Rodadas | Rodadas | Rodadas | Rodadas | Rodadas | Rodadas |
| ------- | ------- | ------- | ------- | ------- | ------- | ------- | ------- | ------- | ------- | ------- | ------- | ------- | ------- | ------- | ------- | ------- | ------- | ------- | ------- | ------- | ------- | ------- | ------- | ------- | ------- | ------- | ------- | ------- | ------- | ------- | ------- | ------- | ------- | ------- | ------- | ------- | ------- |
| 1       | 2       | 3       | 4       | 5       | 6       | 7       | 8       | 9       | 10      | 11      | 12      | 13      | 14      | 15      | 16      | 17      | 18      | 19      | 20      | 21      | 22      | 23      | 24      | 25      | 26      | 27      | 28      | 29      | 30      | 31      | 32      | 33      | 34      | 35      | 36      | 37      | 38      |
| FRO     | CHV     | CHV     | CHV     | CHV     | CHV     | CHV     | CHV     | CHV     | CHV     | CHV     | CHV     | CHV     | CHV     | CHV     | CHV     | CHV     | CHV     | CHV     | CHV     | CHV     | CHV     | CHV     | CHV     | CHV     | CHV     | CHV     | CHV     | CHV     | CHV     | CHV     | CHV     | CHV     | CHV     | CHV     | CHV     | CHV     | CHV     |

## Estatísticas
| Pos. | Jogador            | Equipe    | Gols |
| ---- | ------------------ | --------- | ---- |
| 1    | Fabio Quagliarella | Sampdoria | 26   |
| 2    | Duván Zapata       | Atalanta  | 23   |
| 3    | Krzysztof Piątek   | Milan1    | 22   |
| 4    | Cristiano Ronaldo  | Juventus  | 21   |
| 5    | Arkadiusz Milik    | Napoli    | 17   |
| 6    | Francesco Caputo   | Empoli    | 16   |
| 6    | Dries Mertens      | Napoli    | 16   |
| 6    | Leonardo Pavoletti | Cagliari  | 16   |
| 6    | Andrea Petagna     | SPAL      | 16   |
| 10   | Andrea Belotti     | Torino    | 15   |
| 10   | Ciro Immobile      | Lazio     | 15   |

| Pos. | Jogador            | Equipe    | Assists. |
| ---- | ------------------ | --------- | -------- |
| 1    | Papu Gómez         | Atalanta  | 11       |
| 1    | Dries Mertens      | Napoli    | 11       |
| 3    | José Callejón      | Napoli    | 10       |
| 3    | Suso               | Milan     | 10       |
| 5    | Rodrigo De Paul    | Udinese   | 8        |
| 5    | Manuel Lazzari     | SPAL      | 8        |
| 5    | Fabio Quagliarella | Sampdoria | 8        |
| 5    | Cristiano Ronaldo  | Juventus  | 8        |
| 9    | Josip Iličić       | Atalanta  | 7        |
| 9    | Rade Krunić        | Empoli    | 7        |
| 9    | Cengiz Ünder       | Roma      | 7        |
| 9    | Duván Zapata       | Atalanta  | 7        |

### Clean sheets
| Pos. | Jogador              | Equipe         | Clean sheets |
| ---- | -------------------- | -------------- | ------------ |
| 1    | Samir Handanovič     | Internazionale | 17           |
| 2    | Salvatore Sirigu     | Torino         | 14           |
| 3    | Andrea Consigli      | Sassuolo       | 12           |
| 4    | Emil Audero          | Sampdoria      | 11           |
| 4    | Gianluigi Donnarumma | Milan          | 11           |
| 4    | Wojciech Szczęsny    | Juventus       | 11           |
| 7    | Łukasz Skorupski     | Bologna        | 10           |
| 7    | Luigi Sepe           | Parma          | 10           |
| 7    | Thomas Strakosha     | Lazio          | 10           |

### Hat-tricks
| Jogador       | Para     | Contra    | Resultado | Data                   |
| ------------- | -------- | --------- | --------- | ---------------------- |
| Josip Iličić  | Atalanta | Chievo    | 5–1 (V)   | 21 de outubro de 2018  |
| Dries Mertens | Napoli   | Empoli    | 5–1 (M)   | 02 de novembro de 2018 |
| Duván Zapata  | Atalanta | Udinese   | 3–1 (V)   | 09 de dezembro de 2018 |
| Josip Iličić  | Atalanta | Sassuolo  | 6–2 (V)   | 29 de dezembro de 2018 |
| Duván Zapata4 | Atalanta | Frosinone | 5–0 (V)   | 20 de janeiro de 2019  |

Notas
4 Jogador marcou 4 gols ; (M) – Mandante (V) – Visitante

## Prêmios
Em 2019, a Serie A introduziu o Serie A Awards pela primeira vez, utilizando cálculos da Opta Sports e Netco Sports para determinar os melhores jogadores da temporada.
|                      | Jogador                 | Equipe         |
| -------------------- | ----------------------- | -------------- |
| Jogador Mais Valioso | Cristiano Ronaldo       | Juventus       |
| Melhor Jogador Jovem | Nicolò Zaniolo          | Roma           |
| Melhor Goleiro       | Samir Handanovič        | Internazionale |
| Melhor Defensor      | Kalidou Koulibaly       | Napoli         |
| Melhor Meio-campista | Sergej Milinković-Savić | Lazio          |
| Melhor Atacante      | Fabio Quagliarella      | Sampdoria      |